# Billy Franey
Billy Franey est un acteur américain, né le 23 juin 1889 à Chicago (Illinois) et décédé le 6 décembre 1940 à Hollywood (Californie).

## Filmographie partielle
- 1922 : Le Bac tragique (Quincy Adams Sawyer) de Clarence G. Badger
- 1923 : Un nouveau Napoléon (Tea: With a Kick!) de Erle C. Kenton
- 1924 : À travers la tempête (The Fire Patrol) de Hunt Stromberg
- 1925 : Une nuit de folie (Manhattan Madness) de John McDermott
- 1927 : Monsieur... Mademoiselle (She's a Sheik) de Clarence G. Badger
- 1928 : Five and Ten Cent Annie de Roy Del Ruth
- 1929 : Cheyenne d'Albert S. Rogell
- 1930 : Love Among the Millionaires de Frank Tuttle (non crédité)
- 1934 : Fighting to Live d'Edward F. Cline
- 1936 : Disorder in the Court (en)
- 1938 : L'Impossible Monsieur Bébé (Bringing up Baby) de Howard Hawks
- 1939 : La Grande Farandole (The Story of Vernon and Irene Castle) de H. C. Potter